# Masalia bechuana
Masalia bechuana là một loài bướm đêm trong họ Noctuidae.